# Medicinske dokumentacije potrebne za veštačenje invalidnosti
Medicinske dokumentacije potrebne za veštačenje invalidnosti odnosi se na medicnske dokaze  
u skladu sa podzakonskim aktima kojima se uređuje evidencija u oblasti zdravstva i odredbama međunarodnih ugovora o socijalnom osiguranju. Celokupma medicinska dokumentacija za veštačenje podnosi se u originalu ili od nadležnog organa overenoj fotokopiji. Medicinska dokumentacija potrebna za verifikaciju bolesti koje utiču na invalidnost i treba da dokaže sadašnje stanje anatomskog i funkcionalnog oštećenja organizma ne sme biti starija od šest meseci.

## Vrsta dokumentacije
Medicinska dokumentacija koja se podnosi uz predlog za utvrđivanje invalidnosti, veštačenjem,  obuhvata:
- otpusne liste koje moraju sadržati podatke o svim nalazima i izvršenim pregledima,
- specijalističke nalaze na propisanim obrascima, u kojima, osim utvrđene dijagnoze, moraju biti opisane i anatomske i funkcionalne promene utvrđene prilikom specijalističkog pregleda,
- dijagnostičke testove,
- laboratorijske nalaze.

### Medcinska dokumentacija za veštačenje profesionalne bolesti
Za veštačenje medicinskih činjenica čiji je uzrok profesionalna bolest, a u skladu sa aktom o utvrđivanju profesionalnih bolesti u Republici Srbiji, pored napred navedene medicinske dokumentacije, prilaže se i ekspertiza:
- Instituta za medicinu rada Srbije "Dr Dragomir Karajović" - Beograd,
- Zavoda za zdravstvenu zaštitu radnika Novi Sad,
- Zavoda za zdravstvenu zaštitu radnika Niš,
- Instituta za medicinu rada Vojnomedicinske akademije.

Ukoliko je obavljanje određene profesije uslovljeno posebnim psihofizičkim sposobnostima, za veštačenje se prilaže i propisana dokumentacija na osnovu koje se može utvrditi postojanje odgovarajućih psihofizičkih sposobnosti.

### Medicinska dokumentacija za verifikaciju dijagnoze
Medicinska dokumentacija potrebna za verifikaciju dijagnoze osnovne bolesti mora da
sadrži podatke o:
- početku i uzroku bolesti, odnosno uzroku i okolnostima pod kojima je povreda nastala;
- toku lečenja (ambulantno ili stacionarno), sa naznakom dana početka lečenja,

dijagnoze, rezultata lečenja, kao i perioda privremene sprečenosti za rad;
- toku medicinske rehabilitacije (ustanova u kojoj je rehabilitacija sprovedena, uspešnost

rehabilitacije i period rehabilitacije) i
- sadašnjem zdravstvenom stanju, a posebno podatke o vrsti anatomskog oštećenja, funkcionalnom oštećenju, i prognozi bolesti.

Za sporedne bolesti koje ne utiču na invalidnost dovoljna je zatečena medicinska
dokumentacija koja verifikuje dijagnozu

## Spoljašnje veze
- Pravilnik o obrazovanju i načinu rada organa veštačenja Republičkog fonda za penzijsko i invalidsko osiguranje